# Panulia dentilineata
Panulia dentilineata är en fjärilsart som beskrevs av W. Warren 1905. Panulia dentilineata ingår i släktet Panulia och familjen mätare. Inga underarter finns listade i Catalogue of Life.